# 脐孔白玉螺
脐孔白玉螺（学名：Polinices flemingianus），又名脐穴乳玉螺:159、臍孔玉螺，是玉螺科乳玉螺属的一种。

## 分佈
主要分布于中国大陆、台灣海峽常栖息在浅海沙底。